# Атлетік Америка
«Атлетік Америка» (кат. CF Atlètic Amèrica) — андоррський футбольний клуб з громади Ескальдес-Енгордань. Клуб заснований у 2010 році, та грає у Першому дивізіоні Андорри з футболу. У клубі є також футзальна команда, яка бере участь у Першому футзальному дивізіоні Андорри.